# Кампенон, Жан Батист Мари Эдуар
Жан Батист Мари Эдуар Кампенон (фр. Jean Baptiste Marie Edouard Campenon; 4 мая 1819 — 15 марта 1891) — французский генерал.
Участвовал в качестве штабного офицера в Крымской войне и Франко-австрийской войне 1859 года.
Во время Франко-прусской войны служил в звании полковника и был взят в плен при сдаче Меца.
В 1875 году произведён в бригадные, а затем в 1880 году в дивизионные генералы.
На протяжении 1880-х годов Кампенон трижды занимал пост военного министра Франции: в ноябре 1881 — январе 1882 года в кабинете Гамбетты, в октябре 1883 — январе 1885 года в кабинете Ж. Ферри и в апреле 1885 — январе 1886 года в кабинете Бриссона.
В 1883 году избран бессменным сенатором.